# Physoptera pictiventris
Physoptera pictiventris är en tvåvingeart som beskrevs av Borgmeier 1958. Physoptera pictiventris ingår i släktet Physoptera och familjen puckelflugor. Inga underarter finns listade i Catalogue of Life.